# Kasba (notified area)
Kasba is een notified area in het district Purnia van de Indiase staat Bihar. 

## Demografie
Volgens de Indiase volkstelling van 2001 wonen er 25.522 mensen in Kasba, waarvan 53% mannelijk en 47% vrouwelijk is. De plaats heeft een alfabetiseringsgraad van 49%. 